# Jean-Baptiste Daniel-Dupuis
Jean-Baptiste Daniel-Dupuis, född 15 februari 1849, död 1899, var en fransk skulptör och medaljgravör.
Jean-Baptiste Dupuis utförde med säkerhet och finhet en mängd reliefer; både kompositioner som Chloe vid källan, Madonnan med Jesusbarnet samt porträtt, och blev särskilt berömd som medaljgravör.